# Spoorlijn Eilsleben - Schöningen
De spoorlijn Eilsleben - Schöningen was een Duitse spoorlijn in Saksen-Anhalt en Nedersaksen en was als spoorlijn 6874 onder beheer van DB Netze. Het gedeelte tussen Offleben en Schöningen was tijden de Duitse deling als spoorlijn 1941 onder beheer van DB Netze.

## Geschiedenis
Het traject werd door de Berlin-Potsdam-Magdeburger Eisenbahn-Gesellschaft geopend op 15 september 1872. Door de Duits-Duitse deling in 1945 werd de lijn onderbroken tussen Völpke en Offleben. Tot 1971 heeft er op het oostelijke gedeelte tussen Eilsleben en Völpke personenvervoer plaatsgevonden, goederenvervoer was er tot 1996. Op het westelijke stuk tussen Offleben en Schöningen was er tot 1955 personenvervoer en tot 1974 goederenvervoer.

## Aansluitingen
In de volgende plaatsen is of was er een aansluiting op de volgende spoorlijnen:
Eilsleben
DB 6110, spoorlijn tussen Potsdam en Eilsleben
DB 6400, spoorlijn tussen Eilsleben en Helmstedt
DB 6861, spoorlijn tussen Blumenberg en Eilsleben
DB 6891 spoorlijn tussen Haldensleben en Eisleben
Schöningen
DB 1940, spoorlijn tussen Helmstedt en Holzminden
lijn tussen Hötzum en Schöningen
lijn tussen Oschersleben en Schöningen